# Guglielmo XII d'Alvernia
Guglielmo XII d'Alvernia, in francese Guillaume XII d'Auvergne (1304 circa – Vic-le-Comte, 6 agosto 1332) fu conte d'Alvernia e di Boulogne dal 1325 alla sua morte.

## Origine
Secondo l'estratto del registro XLVIII della cancelleria del re di Francia, Filippo IV il Bello, riportato nella Histoire généalogique de la maison d'Auvergne, Guglielmo era l'unico figlio del conte d'Alvernia e conte di Boulogne, Roberto VII di Clermont e della sua prima moglie, Bianca di Clermont (morta nel 1304), figlia di Roberto di Francia, conte di Clermont, e di Beatrice di Borgogna, dama di Borbone, come viene confermato da un documento della Histoire généalogique de la maison d'Auvergne, datato 1379 in cui Luigi II di Borbone, riporta che il suo avo, Roberto di Francia, figlio di Luigi IX il Santo, dal suo matrimonio ebbe due figli: Luigi e Bianca che sposò Roberto, futuro conte d'Alvernia e di Boulogne.
Secondo la Histoire généalogique de la maison d'Auvergne Roberto VII di Clermont era l'unico figlio del conte d'Alvernia e conte di Boulogne, Roberto VI di Clermont e di Beatrice di Montgascon, signora di Montgascon e di Pontgibaut, figlia di Falcone, signore di Montgascon e di Isabella di Ventadour.

## Biografia
Guglielmo rimase presto orfano della madre e suo padre, Roberto VII, alcuni anni dopo, nel 1312, si sposò, in seconde nozze, con Maria di Dampierre o di Fiandra, figlia del secondogenito del conte di Fiandra, Guido di Dampierre, Guglielmo, signore di Termonde, Richebourg e Crèvecœur, e di Alice di Clermont e di Nesle, viscontessa di Châteaudun. Il re di Francia, Filippo IV il Bello, approvò personalmente il matrimonio, come ci viene confermato dal documento della Histoire généalogique de la maison d'Auvergne, datato 1312.
Nel 1314, suo nonno, Roberto VI, fece testamento designando come erede la moglie, madre di Roberto VII, Beatrice (Beatrici carissima uxori meæ), seguito poi da un altro testamento di Beatrice che dichiarava erede suo padre, Roberto, il loro unico figlio (dominum Rotbertum de Bolonia militem filium meum procreatum de domino meo Domino comite Arverniae et Boloniae prædicto in erede universalem), che nel 1317 succedette al padre, come Roberto VII.
La morte di suo padre Roberto VII viene datata al 13 ottobre 1325; il Baluze ci dice che nel 1326, il re di Francia, Carlo IV il Bello, in un documento lo cita come già morto; Guglielmo gli succedette, in quanto figlio primogenito.
Il re di Francia, Carlo IV il Bello, era suo cognato (avendo sposato la sorella di sua moglie Margherita: Giovanna d'Évreux) e nelle lettere che gli inviò, nel 1326, lo chiamava amato, fedele e caro fratello.
In quel periodo, Guglielmo, al fianco di Carlo IV il Bello combatté gli inglesi in Guascogna.
Nell'agosto del 1328, Guglielmo fu al fianco del nuovo re di Francia, Filippo VI di Valois, che intervenne in aiuto del conte di Fiandra, Luigi I di Dampierre, contro i rivoltosi fiamminghi, ottenendo il 23 agosto, a Cassel, una netta vittoria. 

In quella battaglia i rivoltosi fiamminghi ebbero numerosi morti, mentre le truppe francesi ne ebbero pochi; Guglielmo fu tra i feriti leggeri.
Il primo agosto 1332, Guglielmo redasse il suo testamento in cui designava sua erede la figlia, Giovanna, sotto tutela della madre, Margherita d'Évreux. Il testamento si può consultare nelle Preuves de l'Histoire généalogique de la maison d'Auvergne.
Come risulta dall'estratto dei necrologi del convento dei Cordiglieri di Clermont, Guglielmo morì il 6 agosto 1332, nel castello di Vic-le-Comte. Gli succedette la figlia, Giovanna, sotto tutela della madre, Margherita.

## Matrimonio e figli
Guglielmo aveva sposato nel 1325 Margherita d'Évreux, figlia del conte di Evreux, Luigi (figlio del re di Francia, Filippo III, fratellastro di Filippo IV il Bello e zio di Carlo IV il Bello) e di Margherita d'Artois (discendente da Roberto I d'Artois, fratello del Re di Francia Luigi IX il Santo); ed era sorella del futuro re di Navarra, Filippo. Il matrimonio viene confermato da un documento della Histoire généalogique de la maison d'Auvergne, datato 1331.
Guglielmo da Margherita ebbe due figli:
- Roberto (v. 1325 - prima del 1332), morto in Aragona prima del padre[17];
- Giovanna (1326-1360), contessa d'Alvernia e di Boulogne, poi regina di Francia per il suo matrimonio con Giovanni II il Buono[18].

## Ascendenza
|                                            |                         |                                                         | Genitori                                       |  |  | Nonni |  |  | Bisnonni                               |  |  | Trisnonni                     |  |
|                                            |                         |                                                         |                                                |  |  |       |  |  | Roberto V, conte d'Alvernia e Boulogne |  |  | Guglielmo X, conte d'Alvernia |  |
|                                            |                         |                                                         |                                                |  |  |       |  |  | Roberto V, conte d'Alvernia e Boulogne |  |  | Guglielmo X, conte d'Alvernia |  |
|                                            |                         | Adelaide di Brabante, contessa di Boulogne              |                                                |  |  |       |  |  | Roberto V, conte d'Alvernia e Boulogne |  |  |                               |  |
| Roberto VI, conte d'Alvernia e Boulogne    |                         |                                                         |                                                |  |  |       |  |  | Roberto V, conte d'Alvernia e Boulogne |  |  |                               |  |
|                                            |                         | Eleonora di Baffie, signora d'Ambert                    | Guglielmo, signore di Baffie                   |  |  |       |  |  |                                        |  |  |                               |  |
|                                            |                         | Eleonora di Baffie, signora d'Ambert                    | Guglielmo, signore di Baffie                   |  |  |       |  |  |                                        |  |  |                               |  |
|                                            |                         | Eleonora di Baffie, signora d'Ambert                    | Eleonora di Forez                              |  |  |       |  |  |                                        |  |  |                               |  |
| Roberto VII, conte d'Alvernia e Boulogne   |                         | Eleonora di Baffie, signora d'Ambert                    |                                                |  |  |       |  |  |                                        |  |  |                               |  |
|                                            |                         | Falcone III, signore di Montgascon                      | Roberto Folco, signore di Montgascon           |  |  |       |  |  |                                        |  |  |                               |  |
|                                            |                         | Falcone III, signore di Montgascon                      | Roberto Folco, signore di Montgascon           |  |  |       |  |  |                                        |  |  |                               |  |
|                                            |                         | Falcone III, signore di Montgascon                      | Beatrice di Beaujeu                            |  |  |       |  |  |                                        |  |  |                               |  |
| Beatrice, signora di Montgascon            |                         | Falcone III, signore di Montgascon                      |                                                |  |  |       |  |  |                                        |  |  |                               |  |
|                                            |                         | Isabella di Ventadour, signora di Marjaride e Montredon | Ebles VI, visconte di Ventadour                |  |  |       |  |  |                                        |  |  |                               |  |
|                                            |                         | Isabella di Ventadour, signora di Marjaride e Montredon | Ebles VI, visconte di Ventadour                |  |  |       |  |  |                                        |  |  |                               |  |
|                                            |                         | Isabella di Ventadour, signora di Marjaride e Montredon | Delfina de La Tour                             |  |  |       |  |  |                                        |  |  |                               |  |
| Guglielmo XII, conte d'Alvernia e Boulogne |                         | Isabella di Ventadour, signora di Marjaride e Montredon |                                                |  |  |       |  |  |                                        |  |  |                               |  |
|                                            | Luigi IX, re di Francia | Luigi VIII, re di Francia                               |                                                |  |  |       |  |  |                                        |  |  |                               |  |
|                                            | Luigi IX, re di Francia | Luigi VIII, re di Francia                               |                                                |  |  |       |  |  |                                        |  |  |                               |  |
|                                            | Luigi IX, re di Francia | Bianca di Castiglia                                     |                                                |  |  |       |  |  |                                        |  |  |                               |  |
| Roberto, conte di Clermont                 | Luigi IX, re di Francia |                                                         |                                                |  |  |       |  |  |                                        |  |  |                               |  |
|                                            |                         | Margherita di Provenza                                  | Raimondo Berengario IV, conte di Provenza      |  |  |       |  |  |                                        |  |  |                               |  |
|                                            |                         | Margherita di Provenza                                  | Raimondo Berengario IV, conte di Provenza      |  |  |       |  |  |                                        |  |  |                               |  |
|                                            |                         | Margherita di Provenza                                  | Beatrice di Savoia                             |  |  |       |  |  |                                        |  |  |                               |  |
| Bianca di Clermont                         |                         | Margherita di Provenza                                  |                                                |  |  |       |  |  |                                        |  |  |                               |  |
|                                            |                         | Giovanni di Borgogna, conte di Charolais                | Ugo IV, duca di Borgogna                       |  |  |       |  |  |                                        |  |  |                               |  |
|                                            |                         | Giovanni di Borgogna, conte di Charolais                | Ugo IV, duca di Borgogna                       |  |  |       |  |  |                                        |  |  |                               |  |
|                                            |                         | Giovanni di Borgogna, conte di Charolais                | Yolanda di Dreux                               |  |  |       |  |  |                                        |  |  |                               |  |
| Beatrice di Borgogna, signora di Borbone   |                         | Giovanni di Borgogna, conte di Charolais                |                                                |  |  |       |  |  |                                        |  |  |                               |  |
|                                            |                         | Agnese di Dampierre, signora di Borbone                 | Arcimbaldo IX di Dampierre, signore di Borbone |  |  |       |  |  |                                        |  |  |                               |  |
|                                            |                         | Agnese di Dampierre, signora di Borbone                 | Arcimbaldo IX di Dampierre, signore di Borbone |  |  |       |  |  |                                        |  |  |                               |  |
|                                            |                         | Agnese di Dampierre, signora di Borbone                 | Iolanda di Châtillon-Saint-Pol                 |  |  |       |  |  |                                        |  |  |                               |  |
|                                            |                         | Agnese di Dampierre, signora di Borbone                 |                                                |  |  |       |  |  |                                        |  |  |                               |  |

### Letteratura storiografica
- Henry Pirenne, "I Paesi Bassi", cap. XII, vol. VII (L'autunno del Medioevo e la nascita del mondo moderno) della Storia del Mondo Medievale, 1999, pp. 411–444.
- (FR)  Histoire généalogique de la maison d'Auvergne.
- (FR)  Justel, Histoire généalogique de la maison d'Auvergne.
- (FR)  Baluze, Histoire généalogique de la maison d'Auvergne, tome 1.